# Фриц-Хуберт Гресер
Фриц-Хуберт Гресер (на немски: Fritz-Hubert Gräser) (1888 – 1960) е немски офицер, служещ по време на двете световни войни и един от носителите на Рицарски кръст с дъбови листа и мечове.

## Награди
- Железен кръст – (1914)
  - II степен (16 септември 1916 г.)
  - I степен (9 октомври 1914 г.)
- Кръст на честта
- Сребърна пластинка към Железния кръст
  - II степен (24 септември 1939 г.)
  - I степен (23 октомври 1939 г.)
- Германски кръст – златен (8 февруари 1942 г.)
- Рицарски кръст с дъбови листа и мечове
  - Носител на Рицарски кръст (19 юли 1940 г.) като полковник и командир на 29-и пехотен полк (мот.)
  - Носител на 517-те дъбови листа (26-те юни 1944 г.) като генерал-лейтенант и командир на 3-та танкова-гренадирска дивизия
  - Носител на 154-те мечове (8 май 1945 г.) като Генерал от танковите войски и командир на 4-та танкова армия[Notes 1]